# Молодцова, Ходаче Михайловна
Ходаче Михайловна Молодцова (урожд. Балбекова; род. 12 сентября 1949 года) — российская певица, педагог, народная артистка Российской Федерации (1996), почётный гражданин города Воронежа (1998).

## Карьера
В 1975 году окончила Воронежское музыкальное училище.
В 1966—1993 году — солистка Воронежского государственного русского народного хора. Ученица Марии Мордасовой.
С 1993 года выступает с ансамблем «Русская гармонь» (руководитель — М. В. Ефименко).
В 2001 году открыла и возглавила отделение сольного народного пения в Воронежском музыкальном колледже имени Ростроповичей.
Автор нескольких сборников песен и частушек. В сборник «С песней по жизни» (Воронеж, 2000) вошли произведения из её репертуара.
Среди учеников — Ольга Чиркова, лауреат российских конкурсов. Занимается концертной деятельностью с ведущими оркестрами страны.

## Награды
- Медаль ордена «За заслуги перед Отечеством» II степени (2003).
- Народная артистка Российской Федерации (1996).
- Заслуженная артистка РСФСР (1980).
- В 1998 году вместе с такими выдающимися земляками, как М. И. Картавцева, В. И. Воротников, В. М. Песков, была удостоена звания «Почётный гражданин Воронежа».
- Медаль «Честь и достоинство».